# Верховный Суд СССР
Верховный Суд СССР — высший союзный судебный орган СССР, существовавший c 23 ноября 1923 года по 2 января 1992 года. После распада СССР Верховный Суд СССР, наряду с другими высшими органами государственной власти СССР, был упразднён, его архивы переданы в Государственный архив Российской Федерации, в здание по улице Поварская, дом 15, которое занял Верховный суд Российской Федерации.

## Создание
Вопрос о необходимости создания единого для всего Союза ССР высшего судебного органа встал сразу после образования СССР в декабре 1922 года, поскольку статья 12 Договора об образовании СССР предусматривала учреждение при ЦИК СССР Верховного Суда СССР «с функциями верховного судебного контроля».
23 ноября 1923 года Президиум ЦИК СССР принимает первое Положение о Верховном Суде СССР, определившее статус, компетенцию и порядок деятельности данного суда.
Конституция СССР 1924 года в главе 7 («О Верховном Суде Союза Советских Социалистических Республик»; в 1935 году название этой главы было изменено и изложено в следующей редакции: «О Верховном Суде и Прокуратуре Союза Советских Социалистических Республик») закрепила место и роль Верховного Суда в системе органов государственной власти СССР.

## Компетенция
Конституцией СССР к компетенции Верховного Суда СССР были отнесены следующие вопросы:
- дача Верховным Судам союзных республик руководящих разъяснений по вопросам общесоюзного законодательства;
- рассмотрение и опротестование перед Центральным Исполнительным Комитетом Союза Советских Социалистических Республик по представлению прокурора Верховного Суда Союза Советских Социалистических Республик постановлений, решений и приговоров верховных судов союзных республик, по соображениям противоречия таковых общесоюзному законодательству, или поскольку ими затрагиваются интересы других республик;
- дача заключений по требованию Центрального Исполнительного Комитета Союза Советских Социалистических Республик о законности тех или иных постановлений союзных республик с точки зрения Конституции;
- разрешение судебных споров между союзными республиками;
- рассмотрение дел по обвинению высших должностных лиц Союза в преступлениях по должности.

Позже, 14 июля 1924 года, ЦИК СССР принял Постановление, именовавшееся «Наказ Верховному Суду СССР», которым уточнил и конкретизировал полномочия и порядок деятельности Верховного Суда СССР.

## Структура 1923—1938
Первоначально (по Положению 1923 г., Конституции и Наказу 1924 г.) Верховный Суд СССР работал в составе:
- Пленарного заседания;
- Гражданско-судебной и Уголовно-судебной коллегий;
- Военной и Военно-транспортной коллегий.

Верховный Суд имел право также создавать специальные судебные присутствия (составы) для рассмотрения уголовных и гражданских дел исключительной важности, затрагивающих по своему содержанию две или несколько союзных республик, и
дел персональной подсудности членов ЦИК СССР, СНК СССР, Председателя и членов Верховного Суда СССР, Прокурора СССР, его заместителя и старших помощников.
Председатель Верховного Суда и его члены назначались Президиумом ЦИК и им же могли быть освобождены от должности. В состав Пленума Верховного Суда входили также по должности четыре председателя верховных судов союзных республик и председатель Объединённого Государственного Политического Управления при СНК СССР. Также в работе Пленума обязательно участвовал Прокурор СССР или его заместитель.
В 1926 году упраздняются военно-транспортные трибуналы и Военно-транспортная коллегия Верховного Суда СССР, а Верховный Суд СССР провозглашается кассационной инстанцией по делам, рассмотренным военными трибуналами; в том же году к компетенции Верховного Суда отнесено толкование общесоюзного законодательства.
24 июля 1929 года ЦИК и СНК СССР принимают новое Положение о Верховном Суде Союза ССР и Прокуратуре Верховного Суда Союза ССР, которым, в частности, Верховному Суду СССР было предоставлено право законодательной инициативы и возложена обязанность разъяснять общесоюзные законы по предложению ЦИК СССР и по запросам СНК СССР.
В 1931 году образуется Коллегия Верховного Суда СССР по транспортным делам и определяется новый состав пленарных заседаний Суда — Председатель Верховного Суда СССР, его заместитель, председатели пленарных заседаний верховных судов союзных республик, председатели коллегий Верховного Суда СССР и четыре члена, назначаемые Президиумом ЦИК СССР, в число которых входит один представитель ОГПУ.
В 1935 году вносятся изменения в Конституцию СССР, затронувшие и вопросы Верховного Суда СССР. В частности, была уточнена структура Суда. По новому закону Верховный Суд СССР действовал в составе:
- Пленарного заседания;
- Президиум;
- Судебно-надзорной коллегии;
- Гражданско-судебной и Уголовно-судебной коллегий;
- Военной коллегии;
- Коллегии по транспортным делам;
- Водной транспортной коллегии;
- Спецколлегии[6].

Кроме того, Верховный Суд получил право непосредственной отмены судебных актов верховных судов союзных республик, противоречащих общесоюзному законодательству (согласно ранее действовавшим нормами он мог лишь опротестовывать такие акты в адрес союзного ЦИК).
Конституция СССР 1936 года определила Верховный Суд СССР как высший судебный орган. На Верховный Суд СССР, согласно Конституции, возлагался надзор за судебной деятельностью судебных органов СССР, а также судебных органов союзных республик в пределах, установленных законом. Верховный Суд избирался Верховным Советом СССР сроком на пять лет, также в состав Суда входили по должности председатели верховных судов союзных республик (ст. 105 Конституции).

## Структура 1938—1957
16 августа 1938 года на основании Конституции СССР принимается Закон СССР «О судоустройстве СССР, союзных и автономных республик», которым были внесены изменения в структуру Верховного Суда СССР (создана Железнодорожная коллегия и упразднены Коллегия по транспортным делам и Спецколлегия).
Структура Верховного Суда СССР в 1939 году
- Пленум
- Президиум
- Военная коллегия
- Железнодорожная коллегия
- Воднотранспортная коллегия
- Судебная коллегия по уголовным делам
- Судебная коллегия по гражданским делам

В годы Великой Отечественной войны происходят некоторые изменения в структуре Верховного Суда. Так, были образованы Военно-железнодорожная и Военно-воднотранспортная коллегии (в связи с введением военного положения на транспорте), являвшиеся кассационной и надзорной инстанциями по делам военных трибуналов соответственно железнодорожных водных путей сообщения. Также, в 1944 году, создаётся Судебная коллегия по делам лагерных судов в качестве кассационной и надзорной инстанции по делам, рассмотренным созданными тогда же лагерными судами (специальные суды, действовавшие в системе ГУЛАГа).
Структура 1949
- Пленум
- Бюро
- Судебная коллегия по уголовным делам
- Судебная коллегия по гражданским делам
- Судебная коллегия по делам лагерных судов
- Военная коллегия
- Железнодорожная коллегия
- Воднотранспортная коллегия
- Коллегия по дисциплинарным делам
- Секретариат
- Отдел кодификации
- Отдел обобщения и статистики
- Секретный отдел
- Канцелярия
- Бюро переводов
- Хозяйственный отдел
- Архив

Всего в штате 309 работников, в том числе 69 судей.
Структура 1956 год
- Пленум
- Бюро
- Судебная коллегия по уголовным делам
- Судебная коллегия по гражданским делам
- Военная коллегия
- Транспортная коллегия
- Коллегия по дисциплинарным делам
- Секретариат
- Отдел кодификации
- Отдел обобщения и статистики
- Отдел транспортных судов
- Экспедиция
- Регистратура
- Машбюро
- Секретно-шифровальный отдел
- Канцелярия
- Бюро переводов
- Хозяйственный отдел
- Архив

Всего в штате 320 работников, в том числе 69 судей.

## Председатели
- Н. В. Крыленко (28 ноября 1923 — 2 февраля 1924)
- А. Н. Винокуров (15 марта 1924 — 17 августа 1938)
- И. Т. Голяков (17 августа 1938 — 24 августа 1948)
- А. А. Волин (и. о. с 31 августа 1948, 14 марта 1949 — 12 февраля 1957)
- А. Ф. Горкин (12 февраля 1957 — 20 сентября 1972)
- Л. Н. Смирнов (20 сентября 1972 — 12 апреля 1984)
- В. И. Теребилов (12 апреля 1984 — 5 июня 1989)
- Е. А. Смоленцев (7 июня 1989 — 24 декабря 1991).